# 东莞滨海湾站
东莞滨海湾站是中国广东省东莞市一座计划中的铁路车站，车站中心里程DK37+710，预计2023年或以后动工建设。

## 车站结构
本站为高架二层双岛式车站（2台6线），南侧预留赣深高速铁路南沙支线接轨条件。

### 车站楼层
| 地上二层 | 上行站台 | 深湛铁路 西丽方向（下站：深圳机场东） |  |  |
|          | 岛式站台 |                                       |  |  |
|          | 上行站台 | 深湛铁路 西丽方向（下站：深圳机场东） |  |  |
|          |          | 深湛铁路 西丽方向越行线               |  |  |
|          |          | 深湛铁路 湛江西方向越行线             |  |  |
|          | 下行站台 | 深湛铁路 湛江西方向（下站：南沙）     |  |  |
|          | 岛式站台 |                                       |  |  |
|          | 下行站台 | 深湛铁路 湛江西方向（下站：南沙）     |  |  |
| 地面     | 站厅     | 售票处、候车区、进站口、出站口        |  |  |

## 历史
在官方公布之《新建深圳至茂名铁路用地预审及规划选址咨询招标公告》中，深湛铁路全线将设18个站，将在广深沿江高速公路西侧至虎门（长福路、长虹路一带）设“虎门南站”。

## 影响
虎门将新增一个高铁站，成为东莞市唯一拥有两个高铁车站的镇级行政区。而来自虎门或整个东莞市的乘客今后可以在虎门南站坐火车，直达江门、阳江以及茂名乃至湛江等粤西多地。
而值得一提的是，虎门南站为高架站，对周边土地之依赖性大大减少。